# Информационная система
Информацио́нная систе́ма (ИС) — система обработки информации совместно с соответствующими организационными ресурсами (человеческими, техническими, финансовыми и т. д.), которая обеспечивает и распространяет информацию (ISO/IEC 2382:2015).
ИС предназначена для своевременного обеспечения надлежащих людей надлежащей информацией, то есть для удовлетворения конкретных информационных потребностей в рамках определённой предметной области, при этом результатом функционирования информационных систем является информационная продукция — документы, информационные массивы, базы данных и информационные услуги.

## Понятие информационной системы
Понятие информационной системы интерпретируют по-разному, в зависимости от контекста.
Достаточно широкое понимание информационной системы подразумевает, что её неотъемлемыми компонентами являются данные, техническое и программное обеспечение, а также персонал и организационное обеспечение. Широко трактует понятие «информационной системы» федеральный закон Российской Федерации «Об информации, информационных технологиях и о защите информации», подразумевая под информационной системой совокупность содержащейся в базах данных информации и обеспечивающих её обработку информационных технологий и технических средств.
Среди российских ученых в области информатики наиболее широкое определение ИС дает М. Р. Когаловский, по мнению которого в понятие информационной системы помимо данных, программ, аппаратного обеспечения и людских ресурсов следует также включать коммуникационное оборудование, лингвистические средства и информационные ресурсы, которые в совокупности образуют систему, обеспечивающую «поддержку динамической информационной модели некоторой части реального мира для удовлетворения информационных потребностей пользователей»:59.
Более узкое понимание информационной системы ограничивает её состав данными, программами и аппаратным обеспечением. Интеграция этих компонентов позволяет автоматизировать процессы управления информацией и целенаправленной деятельности конечных пользователей, направленной на получение, модификацию и хранение информации. Так, российский стандарт ГОСТ РВ 51987 подразумевает под ИС «автоматизированную систему, результатом функционирования которой является представление выходной информации для последующего использования». ГОСТ Р 53622-2009 использует термин информационно-вычислительная система для обозначения совокупности данных (или баз данных), систем управления базами данных и прикладных программ, функционирующих на вычислительных средствах как единое целое для решения определённых задач.
ИС в деятельности организации рассматривается как программное обеспечение, реализующее её деловую стратегию и бизнес-процессы. Желательной целью является создание и развертывание единой корпоративной информационной системы, удовлетворяющей информационные потребности всех сотрудников, служб и подразделений организации. На практике создание такой системы слишком затруднено или даже невозможно, а иногда и нецелесообразно, вследствие чего на предприятии обычно функционируют несколько различных систем, решающих отдельные группы задач: управление производством, финансово-хозяйственная деятельность, электронный документооборот и т. д. Часть задач бывает «покрыта» одновременно несколькими информационными системами, часть задач — вовсе не автоматизирована. Такая ситуация получила название «лоскутной автоматизации» и является довольно типичной для многих предприятий.

## Классификации информационных систем

### Классификация поархитектуре
По степени распределённости отличают:
- настольные (desktop), или локальные ИС, в которых все компоненты (БД, СУБД, клиентские приложения) находятся на одном компьютере;
- распределённые (distributed) ИС, в которых компоненты распределены по нескольким компьютерам.

Распределённые ИС, в свою очередь, разделяют на:
- файл-серверные ИС (ИС с архитектурой «файл-сервер»);
- клиент-серверные ИС (ИС с архитектурой «клиент-сервер»).

В файл-серверных ИС база данных находится на файловом сервере, а СУБД и клиентские приложения находятся на рабочих станциях.
В клиент-серверных ИС база данных и СУБД находятся на сервере, а на рабочих станциях находятся только клиентские приложения.
В свою очередь, клиент-серверные ИС разделяют на двухзвенные и многозвенные.
В двухзвенных (англ. two-tier) ИС всего два типа «звеньев»: сервер базы данных, на котором находятся БД и СУБД (back-end), и рабочие станции, на которых находятся клиентские приложения (front-end). Клиентские приложения обращаются к СУБД напрямую.
В многозвенных (англ. multi-tier) ИС добавляются промежуточные «звенья»: серверы приложений (application servers). Пользовательские клиентские приложения не обращаются к СУБД напрямую, они взаимодействуют с промежуточными звеньями. Типичный пример применения трёхзвенной архитектуры — современные веб-приложения, использующие базы данных. В таких приложениях помимо звена СУБД и клиентского звена, выполняющегося в веб-браузере, имеется как минимум одно промежуточное звено — веб-сервер с соответствующим серверным программным обеспечением.

### Классификация по степени автоматизации
По степени автоматизации ИС делятся на:
- автоматизированные: информационные системы, в которых автоматизация может быть неполной (то есть требуется постоянное вмешательство персонала);
- автоматические: информационные системы, в которых автоматизация является полной, то есть вмешательство персонала не требуется или требуется только эпизодически.

«Ручные ИС» («без компьютера») существовать не могут, поскольку существующие определения предписывают обязательное наличие в составе ИС аппаратно-программных средств. Вследствие этого понятия «автоматизированная информационная система», «компьютерная информационная система» и просто «информационная система» являются синонимами.

### Классификация по характеру обработки данных
По характеру обработки данных ИС делятся на:
- информационно-справочные, или информационно-поисковые ИС, в которых нет сложных алгоритмов обработки данных, а целью системы является поиск и выдача информации в удобном виде[15];
- ИС обработки данных, или решающие ИС, в которых данные подвергаются обработке по сложным алгоритмам. К таким системам в первую очередь относят автоматизированные системы управления и системы поддержки принятия решений.

### Классификация по сфере применения
Поскольку ИС создаются для удовлетворения информационных потребностей в рамках конкретной предметной области, то каждой предметной области (сфере применения) соответствует свой тип ИС. Перечислять все эти типы не имеет смысла, так как количество предметных областей велико, но можно указать в качестве примера следующие типы ИС:
- Экономическая информационная система — информационная система, предназначенная для выполнения функций управления на предприятии.
- Медицинская информационная система — информационная система, предназначенная для использования в лечебном или лечебно-профилактическом учреждении.
- Географическая информационная система — информационная система, обеспечивающая сбор, хранение, обработку, доступ, отображение и распространение пространственно-координированных данных (пространственных данных).

### Классификация по охвату задач (масштабности)
- Персональная ИС предназначена для решения некоторого круга задач одного человека.
- Групповая ИС ориентирована на коллективное использование информации членами рабочей группы или подразделения.
- Корпоративная ИС автоматизирует все бизнес-процессы целого предприятия (организации) или их значительную часть[9]:73, достигая их полной информационной согласованности, безызбыточности и прозрачности. Такие системы иногда называют информационными системами предприятия и системами комплексной автоматизации предприятия.

## Востребованность
Согласно исследованиям Минтруда РФ, на 2015 год профессии, относящиеся к IT-отрасли (администратор баз данных, программист, разработчик web- и мультимедийных приложений, сетевой и системный администратор, специалист по информационным ресурсам, специалист по информационным системам, специалист по обслуживанию телекоммуникаций, техник по защите информации) входят в список 50 самых востребованных профессий в России. Разработчиками списка было рассмотрено 1620 профессий, опрошено более 13,3 тыс. организаций.
Согласно рейтингу профессий CNNMoney/PayScale.com, в США профессии, относящиеся к IT-отрасли, много лет входят в десятку лидеров.

## Информационные системы России
По данным национального фонда алгоритмов и программ для ЭВМ в России существует и функционирует чуть более 160 информационных систем, владельцами (операторами), которых являются органы власти или государственные учреждения (в основном это государственные внебюджетные фонды).
К таким информационным системам относятся:
- АСК НДС;
- ГАС «Выборы»;
- ГАС «Правосудие»;
- Государственная автоматизированная система правовой статистики;
- Государственная информационная система о государственных и муниципальных платежах;
- ЕГАИС (алкоголь);
- ЕГАИС учёта древесины;
- Единая биометрическая система;
- Единая информационная система в сфере закупок;
- ИСДМ-Рослесхоз;
- Федеральная информационная адресная система;
- Федеральная государственная информационная система координации информатизации.